# Cantone di Castelginest
Il Cantone di Castelginest è una divisione amministrativa dell'Arrondissement di Tolosa.
È stato costituito a seguito della riforma approvata con decreto del 13 febbraio 2014, che ha avuto attuazione dopo le elezioni dipartimentali del 2015.

## Composizione
Comprende 10 comuni:
- Aucamville
- Bruguières
- Castelginest
- Fenouillet
- Fonbeauzard
- Gagnac-sur-Garonne
- Gratentour
- Lespinasse
- Saint-Alban
- Saint-Jory